# Atizapán de Zaragoza
Atizapán de Zaragoza è un comune del Messico, situato nello stato di Messico.